# Josep Carreras i d'Argerich
Josep Carreras i d'Argerich   (Barcelona, 1790 - Barcelona, 13 de novembre de 1863) fou un col·leccionista d'art català actiu del segle xix.

## Biografia
Era fill del notari Baldiri Carreras i Ubach i de Cristina d'Argerich, natural de Sant Feliu de Llobregat. Va treballar com a apoderat del baró de Cervelló i del marquès de Castellbell, convertint-se després en administrador del Reial Patrimoni de Teià. El 1838 es va casar amb Vicenta Xuriach i Roger.
Va crear una col·lecció d'art al Palau de la Virreina amb obres de Dürer, Peruggino, Tintoretto, Caravaggio, entre molts d'altres. La col·lecció Carreras va ser divulgada per un fullet publicat el 1849 pel seu propietari, i elogiada per Andreu Avel·lí Pi i Arimon en la seva obra Barcelona Antigua i Moderna (1854), i pel que sembla, el seu contingut –ara dispers- era molt eclèctic i segurament fet amb peces adquirides en el mercat local.

## Bbiliografia
- Bassegoda i Hugas, Bonaventura «El comerç de pintura antiga i el col·leccionisme a Barcelona a la segona meitat del segle XIX». E-art Documents, núm. 1, 2009.